# Janet Birkmyre
Janet Susan Birkmyre (* 10. August 1966 in Worcester) ist eine britische Radsportlerin.

## Sportliche Laufbahn
In ihren 30er Jahren hatte Janet Birkmyre eine Lebenskrise. Durch die Bekanntschaft mit Mountainbikern entdeckte sie ihre Freude am Radsport. Sie schloss sich einem Radsportverein in Twickenham an und fuhr erste Rennen. Bei ihrem ersten Versuch, auf einer Radrennbahn zu fahren, stürzte sie, ihr Mann überredete sie, weiterzumachen.
2004, im Alter von 38 Jahren, begann Janet Birkmyre mit dem Leistungs-Radsport. Im selben Jahr verpasste sie ihre erste Medaille bei nationalen Meisterschaften nur knapp und belegte Platz vier. Zwischen 2005 und 2012 gewann sie acht Mal die Gesamtwertung der britischen Omnium-Serie, 2008 wurde sie zusätzlich Meisterin im Derny-Rennen.
Ab 2012 startete Birkmyare bei Masters-Wettbewerben. Bis 2016 errang sie bei Weltmeisterschaften im Masters-Bereich auf der Bahn insgesamt 37 Titel, 28 europäische sowie 53 nationale Titel. 2017 holte sie allein bei Europameisterschaften sechs weitere Goldmedaillen. 2016 kündigte sie an, dass sie künftig häufiger auf der Straße Rennen bestreiten werde und gewann im selben Jahr als Mitglied einer Mannschaft bei der nationalen Zeitfahrmeisterschaft Silber. In den folgenden Jahren wurde sie mehrfach nationale Masters-Meisterin auf Bahn und Straße.

## Erfolge
2005
- Britische Meisterin – Gesamtwertung Omnium-Serie

2006
- Britische Meisterin – Gesamtwertung Omnium-Serie

2007
- Britische Meisterin – Gesamtwertung Omnium-Serie

2008
- Britische Meisterin – Gesamtwertung Omnium-Serie, Derny

2009
- Britische Meisterin – Gesamtwertung Omnium-Serie

2011
- Britische Meisterin – Gesamtwertung Omnium-Serie

2012
- Britische Meisterin – Gesamtwertung Omnium-Serie